# Pablo Aitor Bernal Rosique
Pablo Aitor Bernal Rosique (Alhama de Múrcia, 25 d'agost de 1986) és un ciclista espanyol, especialista en la pista. Va participar en els Jocs Olímpics de Londres en la prova de Persecució per equips on va acabar sisè.

## Palmarès
- 2004
  - 3r al Campionat d'Europa júnior en Persecució per equips
- 2010
  -  Campió d'Espanya en Quilòmetre
  -  Campió d'Espanya en Persecució per equips (amb Luis León Sánchez, Eloy Teruel i Rubén Fernández)

### Resultats a laCopa del Món
- 2009-2010
  - 3r a Cali, en Persecució per equips
- 2010-2011
  - 3r a Cali i Manchester, en Persecució per equips